# José González (athlétisme)
Pour les articles homonymes, voir José González.
José Arnaldo González Soto, né le 14 mai 1995 à Baní, est un athlète dominicain, spécialiste du 100 mètres.

## Biographie
Natif de Baní, dans la province de Peravia, José González s'essaye d'abord au baseball, à l'instar de Félix Sánchez ou Luguelín Santos. Il commence l'athlétisme en 2018, à l'âge de 23 ans.
Il est médaillé d'argent du relais 4 × 100 mètres aux Championnats ibéro-américains d'athlétisme 2022 à La Nucia puis médaillé d'or du relais 4 × 100 mètres aux Jeux bolivariens de 2022 à Valledupar.
Il est médaillé d'or du 100 mètres, en battant le Brésilien Felipe Bardi et le Guyanien Emanuel Archibald, et médaillé d'argent du 200 mètres lors des Jeux panaméricains de 2023 à Santiago ; la médaille d'or est la première de l'histoire du pays dans cette épreuve.

## Palmarès
| Date | Compétition                              | Lieu         | Résultat | Épreuve   | Temps   |
| ---- | ---------------------------------------- | ------------ | -------- | --------- | ------- |
| 2022 | Championnats ibéro-américains            | La Nucia     | 2e       | 4 × 100 m | 39 s 19 |
| 2023 | Jeux d'Amérique centrale et des Caraïbes | San Salvador | 2e       | 100 m     | 10 s 26 |
| 2023 | Jeux d'Amérique centrale et des Caraïbes | San Salvador | 2e       | 4 × 100 m | 38 s 61 |
| 2023 | Jeux panaméricains                       | Santiago     | 1er      | 100 m     | 10 s 30 |
| 2023 | Jeux panaméricains                       | Santiago     | 2e       | 200 m     | 20 s 56 |
| 2024 | Championnats ibéro-américains            | Cuiabá       | 2e       | 100 m     | 10 s 25 |
| 2024 | Championnats ibéro-américains            | Cuiabá       | 1er      | 200 m     | 20 s 27 |

## Records
| Épreuve    | Temps        | Lieu           | Date        |
| ---------- | ------------ | -------------- | ----------- |
| 100 mètres | 10 s 04 (NR) | Fort-de-France | 27 mai 2023 |
| 200 mètres | 20 s 24      | Fort-de-France | 27 mai 2023 |